# Martín Parra
Martín Cristián Parra Plaza (Talcahuano, Región del Biobío, Chile, 1 de septiembre de 2000), es un futbolista chileno. Juega como portero y su equipo actual es Unión Española de la Primera División de Chile.

## Trayectoria

### Inicios
Llegó al elenco de la usina con ocho años de edad, esto durante sus estudios en el Liceo La Asunción de Talcahuano, desde un taller de fútbol que se realizaba en la misma institución. En sus primeros pasos en el fútbol se desempeñó como delantero pero declaró "que se cansaba mucho", por lo que adoptaría la posición de portero que lo llevaría en un futuro al profesionalismo. Posteriormente continuó su desarrollo como futbolista y proseguiría en las inferiores de Huachipato.
En sus inicios se consolidaría como titular en las series menores, específicamente en la Sub-19 del elenco acerero. Después de trece años en la institución de Higueras y dos citaciones a la banca de suplentes del primer equipo durante 2020, tendría la opción de debutar en el profesionalismo.

### Club Deportivo Huachipato
Siendo considerado como el tercer arquero de la plantilla en el Huachipato, tras Gabriel Castellón y Brayan Manosalva, Parra tendría un inesperado debut, un 3 de abril de 2021, tras la ausencia de Castellón al ser contacto estrecho de un paciente de COVID-19 y coincidentemente una lesión del segundo portero Manosalva, esto para la segunda fecha de la Temporada 2021, en donde tendría que enfrentar al elenco de la Universidad de Chile. El encuentro terminaría en un empate 1 - 1, en donde Parra fue escogido como jugador del partido.
Posterior a su debut profesional defendiendo el arco de Huachipato por el torneo local, tres días después, el 6 de abril de 2021, debutaría en copas internacionales en un partido válido por la Copa Sudamericana, correspondiente al encuentro de vuelta contra Antofagasta en el cual Huachipato ejercería de local, con una ventaja de un gol por el partido de ida jugado en el norte. El cotejo terminaría 3 - 0 en favor de los acereros y con un resultado global 4-0, clasificando así a la fase de grupos de la Copa Sudamericana 2021, manteniendo su arco en cero y además habilitando el tercer gol a favor de Huachipato, marcado por Nicolás Silva.
Concluiría la temporada con catorce partidos jugados en el primer equipo, siete correspondientes a la Primera División, seis en la Copa Chile y uno en la Copa Sudamericana 2021, esto considerando que compartía puesto con el entonces seleccionado nacional Gabriel Castellón, en donde sufrió en cancha el descenso de su equipo, que finalmente pudo ratificar su permanencia en Primera División contra Deportes Copiapó después de la resolución del caso  Deportes Melipilla. Estos números y sus buenas actuaciones le permitieron incursionar en su primera aventura internacional para el año 2022

### Universidad San Martín de Porres
A inicios del 2022 fue cedido al Club Universidad San Martin de Porres de la Liga 1 Perú, siendo esta su primera experiencia internacional, al mando del exentrenador de Huachipato, Juan José Luvera. Su debut oficial en el fútbol peruano fue ante Universitario de Deportes en el Estadio Monumental, partido que terminó 3 a  0 a favor de Universitario en donde, pese al resultado, la prensa peruana destacó al joven jugador, comparándolo con Claudio Bravo y concluyendo que es un arquero de mucha proyección, dejando buenas sensaciones en territorio peruano.
En junio de 2022, tras perder la titularidad, regresa a Huachipato.

### Universidad de Chile
El 18 de julio de 2022, tras el traspaso de Hernán Galíndez al Aucas ecuatoriano, Parra fue anunciado como nuevo refuerzo de Universidad de Chile por el resto de la temporada 2022. Esto, a pesar de los dichos del director técnico azul Diego López, quien prefería un arquero con mayor experiencia como suplente de Cristóbal Campos; además, se indicó que Parra llegaba al conjunto laico debido a su representante, el argentino Fernando Felicevich.En su estadía en la Universidad de Chile, durante el clásico universitario contra la UC, caería al inicio del partido por impacto de bengalas y bombas de ruido, teniendo que entrar una ambulancia y posteriormente trasladado a Santiago (ya que el partido se estaría jugando en Valparaíso), en donde se concluyó que sufrió un trauma acústico agudo.

### Club Deportivo Huachipato
Tras su polémico paso por la Universidad de Chile, Martín volvería a su club formador para la Temporada 2023. El año tendría un explosivo arranque para el elenco acerero, en donde ganarían las cuatro primeras fechas del torneo y serían un protagonista regular en los primeros puestos de la tabla de clasificación. Durante el 2023 Parra jugaría unos cuantos partidos como titular en Primera División, siendo relegado la mayor parte del año en preferencia por Gabriel Castellón, de todas formas, el elenco de la usina llegaría a la última fecha con posibilidades de ser campeones. Finalmente, el 8 de diciembre, Huachipato se coronaría campeón de la Temporada 2023 y lograría el tercer título de Primera División en la historia de la institución de Las Higueras, convirtiendo a Martín Parra en uno de los varios canteranos acereros en levantar la copa y entregando el primer título como profesional al jugador.
Para el 2024 y tras la venta de Gabriel Castellón a la Universidad de Chile, Martín Parra partiría como la primera opción al arco acerero durante la pretemporada.

### Unión Española
El 9 de febrero de 2025 es anunciado como nuevo jugador de Unión Española de la Primera división chilena.

## Estadísticas
| Club                             | Div.       | Temporada  | Liga  | Liga  | Copas nacionales | Copas nacionales | Torneos internacionales | Torneos internacionales | Total | Total |
| Club                             | Div.       | Temporada  | Part. | Goles | Part.            | Goles            | Part.                   | Goles                   | Part. | Goles |
| -------------------------------- | ---------- | ---------- | ----- | ----- | ---------------- | ---------------- | ----------------------- | ----------------------- | ----- | ----- |
| Huachipato · Chile               | 1.ª        | 2021       | 7     | 0     | 6                | 0                | 1                       | 0                       | 14    | 0     |
| Universidad de San Martín · Perú | 1.ª        | 2022       | 9     | 0     | —                | —                | —                       | —                       | 9     | 0     |
| Universidad de San Martín · Perú | Total club | Total club | 9     | 0     | 0                | 0                | 0                       | 0                       | 9     | 0     |
| Universidad de Chile · Chile     | 1.ª        | 2022       | 2     | 0     | 2                | 0                | —                       | —                       | 4     | 0     |
| Universidad de Chile · Chile     | Total club | Total club | 2     | 0     | 2                | 0                | 0                       | 0                       | 4     | 0     |
| Huachipato · Chile               | 1.ª        | 2023       | 2     | 0     | 1                | 0                | —                       | —                       | 3     | 0     |
| Huachipato · Chile               | 1.ª        | 2024       | 0     | 0     | 0                | 0                | —                       | —                       | 0     | 0     |
| Huachipato · Chile               | Total club | Total club | 9     | 0     | 7                | 0                | 1                       | 0                       | 17    | 0     |
| Total club                       | Total club | Total club | 20    | 0     | 9                | 0                | 1                       | 0                       | 30    | 0     |
| 1. 2. 3.                         |            |            |       |       |                  |                  |                         |                         |       |       |

## Palmarés
| Título           | Club       | País  | Año  |
| ---------------- | ---------- | ----- | ---- |
| Primera División | Huachipato | Chile | 2023 |